# Chrigor
Chrigor Flores Moraes (Cachoeira do Sul, 13 novembre 2000) è un calciatore brasiliano, attaccante del PT Prachuap in prestito dal Buriram Utd.

## Caratteristiche tecniche
È un centravanti.

## Carriera
Cresciuto nel settore giovanile del Brasil de Pelotas, debutta in prima squadra il 24 gennaio 2018 giocando l'incontro del Campionato Gaúcho vinto 1-0 contro il Veranópolis. Pochi mesi più tardi si trasferisce al Red Bull Brasil dove viene inizialmente aggregato al settore giovanile; ad inizio 2020 viene promosso in prima squadra dove si mette in mostra nel Campeonato Paulista Série A2 in cui segna 4 reti in 12 incontri.
Il 19 agosto seguente entra a far parte del neo nato RB Bragantino, con cui debutta in Série A 11 giorni più tardi, contro il Fortaleza.

## Statistiche
Statistiche aggiornate al 16 febbraio 2021.

### Presenze e reti nei club
| Stagione        | Squadra           | Campionato      | Campionato | Campionato | Coppe nazionali | Coppe nazionali | Coppe nazionali | Coppe continentali | Coppe continentali | Coppe continentali | Altre coppe | Altre coppe | Altre coppe | Totale | Totale | Totale |
| Stagione        | Squadra           | Comp            | Pres       | Reti       | Comp            | Pres            | Reti            | Comp               | Pres               | Reti               | Comp        | Pres        | Reti        | Pres   | Reti   |        |
| --------------- | ----------------- | --------------- | ---------- | ---------- | --------------- | --------------- | --------------- | ------------------ | ------------------ | ------------------ | ----------- | ----------- | ----------- | ------ | ------ | ------ |
| 2018            | Brasil de Pelotas | PD/RS+B         | 2+0        | 0          |                 | -               | -               |                    | -                  | -                  |             | -           | -           | 2      | 0      |        |
| 2020            | Red Bull Brasil   | A2/SP           | 12         | 4          |                 | -               | -               |                    | -                  | -                  |             | -           | -           | 12     | 4      |        |
| 2020            | RB Bragantino     | A1/SP+A         | 0+5        | 0          | CB              | 0               | 0               |                    | -                  | -                  |             | -           | -           | 5      | 0      |        |
| Totale carriera | Totale carriera   | Totale carriera | 19         | 4          |                 | 0               | 0               |                    | -                  | -                  |             | -           | -           | 19     | 4      |        |